# Sarah Thomas (árbitra)
Sarah Thomas (nacida Bailey) (Pascagoula, 21 de septiembre de 1973) es una árbitra de fútbol americano de la National Football League (NFL), que viste el uniforme número 53. Thomas fue la primera mujer en oficiar un importante juego de fútbol americano universitario, la primera en oficiar un Bowl, la primera en oficiar en un estadio Big Ten y la primera árbitra en partido de la Super Bowl. El 8 de abril de 2015, Thomas se convirtió en la primera mujer funcionaria de tiempo completo en la historia de la Liga Nacional de Fútbol Americano, y desde la temporada 2020 de la NFL, está en el equipo de arbitraje encabezado por el árbitro Shawn Hochuli.

## Carrera de arbitraje
Thomas comenzó su carrera como árbitra en 1996, cuando asistió a una reunión de la Asociación de Oficiales de Fútbol de la Costa del Golfo. Realizó el primer arbitraje universitario en su primer juego universitario de secundaria en 1999.

### Conferencia USA
En 2006, Gerry Austin, coordinador de oficiales de Conference USA que también arbitró las Super Bowl XXXI y XXXV, la invitó a un campamento de oficiales, dado que Thomas demostró su dedicación y habilidades en el avance de la industria. Austin quedó impresionado con sus habilidades y la contrató para la Conference USA.  En 2007, Thomas se convirtió en la primera mujer en oficiar un importante partido de fútbol americano universitario, arbitrando un partido entre Memphis y Jacksonville State. Antes del partido Austin dijo: "Fue muy recomendada por dos cazatalentos de la NFL. Tiene buena presencia y comportamiento. Siento que ella tiene la capacidad y el coraje para hacer una llamada, y las agallas para no hacerla también". 
Durante la temporada 2009, Thomas fue una de las cinco mujeres que arbitraron en el fútbol universitario y la única en el nivel de la Subdivisión de Football Bowl. Fue asignada a un equipo y se le dio un calendario completo de 11 juegos. Al final de la temporada, fue seleccionada para trabajar en el Little Caesars Pizza Bowl entre Marshall y Ohio, convirtiéndose en la primera mujer en oficiar el arbitraje en una bowl.
El 12 de noviembre de 2011, Thomas se convirtió en la primera mujer en arbitrar en un estadio Big Ten, actuando como jueza de línea cuando Northwestern recibió al Rice.
Cuando se le preguntó sobre los desafíos asociados de ser mujer en el arbitraje señaló que no veía desafíos "Todo el mundo ha sido muy profesional y me ven como un árbitro más".
Thomas ha arbitrado partidos de la United Football League y en 2010 trabajó en el campeonato de liga.
En 2013 Thomas se convirtió en una de los 21 finalistas en la contienda por un puesto permanente de arbitraje en la NFL.
Thomas trabajó en la práctica de los New Orleans Saints, y fue parte del programa de desarrollo de arbitraje de la NFL, pasando tres días en el minicampamento de los Indianapolis Colts.
El 8 de abril de 2015, la NFL anunció que Thomas se convertiría en la primera mujer funcionaria permanente en la historia de la NFL. Thomas hizo su debut en la temporada regular de la NFL en un juego entre los Kansas City Chiefs y los Houston Texans en el NRG Stadium el 13 de septiembre de 2015, como parte del equipo de Pete Morelli como jueza de línea.
El 24 de diciembre de 2016 se rompió la muñeca en una colisión a mitad de juego en la línea lateral de un juego entre Vikings-Packers. Después de ser examinada por un breve protocolo de conmoción cerebral, Thomas regresó y terminó el juego con la muñeca rota.
En 2017 pasó a la posición de jueza inferior. El cambio en el nombre del puesto de jueza de línea principal coincidió con el cambio para usar un término de género neutro en inglés
Thomas es la primera mujer en ganar una asignación en el campo para un juego de playoffs. Fue nombrada miembro del equipo para el juego entre los New England Patriots y Los Angeles Chargers el 13 de enero de 2019. Fue suplente del juego de comodines Atlanta Falcons y Los Angeles Rams de 2018. Apareció en un anuncio de la Super Bowl LIII en el 2019 para la NFL.
Thomas fue seleccionada para el equipo de arbitraje del Super Bowl LV y el 7 de febrero de 2021 se convirtió en la primera mujer en oficiar una Super Bowl, también en la posición de jueza de down. Por este partido, Roger Goodell, comisionado de la NFL, expreso:

Sarah Thomas ha vuelto a hacer historia como la primera mujer en el Super Bowl. Su desempeño de élite y su compromiso con la excelencia le han valido el derecho de arbitrar en el Super Bowl. Felicitaciones a Sarah por este bien merecido honor.

A raíz de la repercusión de su trabajo en el partido de la Super Bowl Thomas destacó «el impacto positivo que su presencia puede generar en niñas y mujeres de todas partes.»

## Vida personal
Thomas nació en Pascagoula, Mississippi. Asistió a Pascagoula High School, donde escribió cinco veces en softbol. Asistió a la Universidad de Mobile con una beca de baloncesto y finalizar como académica. En sus tres temporadas en el equipo de baloncesto, Thomas acumuló 779 puntos, 441 rebotes, 108 asistencias y 192 robos. Su rendimiento ocupa el quinto lugar en la historia de la escuela. 